# عبدالرزاق وحیدی
عبدالرزاق وحیدی (زاده: ۱۳۵۵ خورشیدی، کابل) سیاستمدار افغانستانی و وزیر اسبق مخابرات و تکنولوژی معلوماتی افغانستان بود. وی در سال ۲۰۱۵ توانست رای اعتماد پارلمان را کسب کند اما قربانی یک زد و بند سیاسی شد و به اتهام بی‌اساس فساد از سمتش تعلیق و احمدشاه سادات جانشین وی شد. هفت ماه پس از برکناری وی عبدالله عبدالله رئیس اجرایی افغانستان اعلام کرد که اتهام فساد علیه وی نادرست بوده و وی را بیگناه دانست. او این بازی سیاسی را به نفع خودش تغییر داد. ابتدا به دادستان کل افغانستان نامه‌ای نوشت و نسخه‌ای از آن را برای رسانه‌ها ارسال کرد. در این نامه از دادستان کل افغانستان خواسته‌بود که درباره پرونده او اقدام لازم را انجام دهد . او اصرار داشت که متهمین اصلی اقای اکلیل حکیمی (وزیر سابق دارایی) و فرید حمیدی (دادستان کل) هستند و دادگاه باید آن دو متهم را نیز حاضر کرده و به اتهامات به صورت شفاف رسیدگی شود . 

## زندگی‌نامه
عبدالرزاق وحیدی متولد سال ۱۳۵۵ ولایت کابل است. او از شش سالگی به همراه خانواده اش به ایران مهاجرت کرد و در سال ۱۳۷۳ با اتمام دروه مدرسه به دانشگاه دولتی اصفهان راه یافت و از این دانشگاه مدرک لیسانس و فوق لیسانس خود را گرفت. آقای وحیدی بعد از آن در دانشگاه اصفهان و دانشگاه آزاد ایران به عنوان استاد کار کرده است و سال ۱۳۸۱ دوباره به افغانستان برگشت و به عنوان استاد در دانشگاه کابل استخدام شد. او در سال ۱۳۸۲ الی ۱۳۸۴ عضو کمیته کنکور افغانستان بود و سیستم آزمون سراسری کنکور این کشور را با همکاری سایر اعضا کامپیوتری ساخت. در سال ۱۳۸۴ انجمن ریاضی دانان افغانستان را همراه با استادان دانشگاه افغانستان ساخت.

## محاکمه
عبدالرازق وحیدی پس از تعلیق فعالیت در زمستان ۱۳۹۵ به اتهام فساد در ۱۱ سرطان/تیر ۱۳۹۷ به اتهام بی‌اساس استخدام ۳۷ تن در اداره تنظیم مخابراتی افغانستان (اترا) محاکمه شد. وحیدی بعدها پس از سه جلسه حضور در «دادگاه ویژه وزیران» در ۴ جدی/دی ۱۳۹۷ حکم برائت گرفت. قبل از آن نیز عبدالله عبدالله مدعی شده بود که وحیدی از سوی دادستانی کل حکم برائت گرفته‌است. اما بعدها بدون آنکه از وی اعاده حیثیت صورت گیرد، دادستانی کل مدعی شد که وحیدی در ۲ دلو/بهمن ۱۳۹۷ در دادگاه دیگری (دادگاه ابتدایی/بدوی) در مرکز عدلی و قضایی مبارزه با جرایم سنگین فساد اداری غیابی محاکمه شده و به جرم "سوء استفاده از صلاحیت وظیفه‌ای هنگام مأموریت در وزارت مالیه به سه‌سال زندان محکوم شده‌است. هرچند وکیل وحیدی مدعی شده‌است که دادگاه غیابی شرایط لازم و کافی برای صدور حکم مجازات را نداشته‌است، اما وی در ۱۹ فروردین/حمل ۱۳۹۸ دستگیر، و به زندان پلچرخی فرستاده شد. دادگاه تجدید نظر به روز یکشنبه ۳۰ سرطان/تیر ۱۳۹۸ برگزار گردید. وحیدی در نشست دادگاه تجدید نظر از دادستان همچنین پرسید آیا با سایر معاونان و وزیران دولت هم رفتار مشابهی شده‌است و گفت: «این نشان می‌دهد که من هدف هستم، من یک آدم سیاسی هستم و جرمم سیاسی است و با افتخار حاضرم که زندانی سیاسی باشم.» در نهایت وحیدی از دادگاه تجدید نظر برائت گرفت و آزاد شد.

## دیگر فعالیت‌ها
- استاد در دانشگاه‌ها اصفهان، آزاد و کابل.
- ۱۳۸۲–۱۳۸۴: عضو کمیته کنکور افغانستان.
- ۱۳۸۵: رئیس اداری اداره مالیه/دارایی افغانستان.
- ۱۳۸۹: ریاست دفتر وزارت مالیه افغانستان.
- ۱۳۹۰: معاون اداری وزارت مالیه/دارایی